# Liste der Monuments historiques in Chaume-lès-Baigneux
Die Liste der Monuments historiques in Chaume-lès-Baigneux führt die Monuments historiques in der französischen Gemeinde Chaume-lès-Baigneux auf.

## Liste der Immobilien
| Bezeichnung | Beschreibung                               | Standort                                  | Kennzeichnung | Schutzstatus | Datum | Bild |
| ----------- | ------------------------------------------ | ----------------------------------------- | ------------- | ------------ | ----- | ---- |
| Ölmühle     | aus der ersten Hälfte des 19. Jahrhunderts | nordwestlich des Ortes an der D 21 (Lage) | PA00112210    | Inscrit      | 1986  |      |

## Liste der Objekte
| Bezeichnung                          | Beschreibung                                                                        | Standort                      | Kennzeichnung | Schutzstatus | Datum | Bild |
| ------------------------------------ | ----------------------------------------------------------------------------------- | ----------------------------- | ------------- | ------------ | ----- | ---- |
| Skulptur Himmelfahrtsmadonna         | Holz, farbig gefasst und vergoldet, spätes 17. oder 18. Jahrhundert                 | in der Kirche St-Denis (Lage) | PM21004094    | Inscrit      | 1994  |      |
| Skulptur Heiliger Jakobus der Ältere | Holz, farbig gefasst, erste Hälfte des 18. Jahrhunderts                             | in der Kirche St-Denis (Lage) | PM21004095    | Inscrit      | 1994  |      |
| Skulptur Heiliger Rochus             | Holz, farbig gefasst, erste Hälfte des 18. Jahrhunderts                             | in der Kirche St-Denis (Lage) | PM21004096    | Inscrit      | 1994  |      |
| Taufbecken                           | Kalkstein, zweite Hälfte des 16. Jahrhunderts                                       | in der Kirche St-Denis (Lage) | PM21004097    | Inscrit      | 1994  |      |
| Skulptur Heiliger Dionysius (1)      | Holz, farbig gefasst und vergoldet, 18. Jahrhundert                                 | in der Kirche St-Denis (Lage) | PM21004098    | Inscrit      | 1994  |      |
| Gemälde Kreuzigung                   | Ölfarbe auf Leinwand, Holzrahmen, um 1700                                           | in der Kirche St-Denis (Lage) | PM21004099    | Inscrit      | 1994  |      |
| Beichtstuhl                          | Eichenholz, spätes 18. oder 19. Jahrhundert                                         | in der Kirche St-Denis (Lage) | PM21004100    | Inscrit      | 1994  |      |
| Skulptur Heiliger Dionysius (2)      | Aufsatz eines Prozessionsstabs; Holz, farbig gefasst und vergoldet, 18. Jahrhundert | in der Kirche St-Denis (Lage) | PM21004101    | Inscrit      | 1994  |      |
| Tabernakel                           | Holz, farbig gefasst und vergoldet, 18. Jahrhundert                                 | in der Kirche St-Denis (Lage) | PM21004102    | Inscrit      | 1994  |      |
| Kruzifix                             | Holt, farbig gefasst, 17. oder 18. Jahrhundert                                      | in der Kirche St-Denis (Lage) | PM21004103    | Inscrit      | 1994  |      |